# 崔善玉
崔善玉（1937年7月—），女，朝鲜族，中国舞蹈家，中国舞蹈家协会原副主席、顾问，第九、十届全国政协委员。